# Cornelis Escipions
Els Cornelis Escipions (en llatí: Cornelii Scipiones) foren una família romana molt destacada el temps de la República. Era una branca d'origen patrici de la gens Cornèlia, i els seus membres portaven el cognomen d'Escipió (en llatí: Scipio, 'bastó'). Els seus membres més il·lustres es destacaren sobretot en les guerres de la República el segle iii aC, principalment durant la Segona Guerra Púnica, essent el més famós de tots Escipió l'Africà, un dels grans generals i estrategues de l'antiga Roma i vencedor a la batalla de Zama (202 aC).
El primer dels Escipions coneguts és Publi Corneli Escipió, qui fou tribú amb potestat consolar els anys 395 i 394 aC. Els més celebrats de la família arribaren cinc generacions després, amb els germans Gneu i Publi Corneli Escipió i els fills d'aquest darrer, Escipió l'Africà i Escipió l'Asiàtic, destacats sobretot en les campanyes contra Cartago a final del segle iii aC. Els darrers membres de la família es troben durant el final de la República, el segle i aC; encara que, durant l'Imperi, també es documenten Escipions, alguns dels quals assoliren el consolat, la seva descendència dels Escipions originals no és segura, atès que podria tractar-se d'un cognomen recuperat per altres membres de la gens Cornèlia. El darrer Corneli Escipió registrat va ser un àugur de finals del segle iii.

## Cognomen
En llatí, Escipió (scipio) significa 'bastó' o 'vara', i es deia que el primer a ser anomenat així va ser un Corneli que servia de bastó o guia al seu pare, que era cec (patrem pro baculo regebat: 'guiava al seu pare com un bastó'). Aquest nom el va transmetre als seus fills, que el van usar com a cognomen hereditari per la família.

## Personatges
Els personatges més desatacats foren els següents:
- Luci Corneli Escipió Barbat, cònsol el 298 aC, destacat en les guerres contra els etruscs
- Gneu Corneli Escipió Calvus, cònsol el 222 aC, net de l'anterior, destacat durant la Segona Guerra Púnica en la campanya a Hispània
- Publi Corneli Escipió, cònsol el 218 aC, germà de l'anterior, destacat també durant la Segona Guerra Púnica, fou derrotat per Hanníbal al Ticí i al Trèbia (218 aC), mort a la batalla del Betis Superior juntament amb el seu germà (211 aC).
- Publi Corneli Escipió Africà, cònsol el 205 aC, fill de l'anterior, evità la mort en la derrota a Cannes (216 aC) i liderà la victòria romana definitiva a Zama el 202 aC. Per les seves victòries rebé el seu sobrenom de «l'Africà».
- Luci Corneli Escipió Asiàtic, cònsol el 190 aC, germà de l'anterior, vencedor a la batalla de Magnèsia (190 aC) contra Antíoc III el Gran, d'on rebé el sobrenom de «l'Asiàtic», en contraposició al seu germà.
- Cornèlia Africana, filla de l'Africà i mare dels germans Gracs
- Publi Corneli Escipió Africà Emilià, cònsol el 147 i el 134 aC, nascut Luci Emili Paulus, fill de Luci Emili Paulus Macedònic, fou adoptat per un fill d'Escipió l'Africà; es destacà en les Guerres Macedòniques, la guerra de Numància i la destrucció de Cartago.
- Quint Cecili Metel Pius Escipió, cònsol el 52 aC, nascut Publi Corneli Escipió, fill d'Escipió Nasica, fou adoptat per Quint Cecili Metel Pius; es destacà en les Guerres civils romanes del bàndol conservador pompeià, i fou derrotat en la batalla de Farsàlia (48 aC).

### Arbre genealògic
|                              |                              |                                     |                                     |                                     |                                     |                                     |                                     |                      |                      |                              |                              |                              |                              |                              |                              |                              |                              |                              |                              |                       |                       |                       |                       |                       |                       |                              |                              |                               |                              |                              |                              | Publi Corneli Escipió       |                             |                             |                             |           |           |                              |                              |                              |                              |                                 |                                 |                                 |                                 |                                 |                                 |                                      |                                      |                                      |                                      |                                       |                                       |                                       |                                       |                                       |                                       |                               |                               |                               |                               |                                |                                |                                |                                |                                |                                |                |                |  |  |  |  |
|                              |                              |                                     |                                     |                                     |                                     |                                     |                                     |                      |                      |                              |                              |                              |                              |                              |                              |                              |                              |                              |                              |                       |                       |                       |                       |                       |                       |                              |                              |                               |                              |                              |                              |                             |                             |                             |                             |           |           |                              |                              |                              |                              |                                 |                                 |                                 |                                 |                                 |                                 |                                      |                                      |                                      |                                      |                                       |                                       |                                       |                                       |                                       |                                       |                               |                               |                               |                               |                                |                                |                                |                                |                                |                                |                |                |  |  |  |  |
|                              |                              |                                     |                                     |                                     |                                     |                                     |                                     |                      |                      |                              |                              |                              |                              |                              |                              |                              |                              |                              |                              |                       |                       |                       |                       |                       |                       |                              |                              |                               |                              |                              |                              |                             |                             |                             |                             |           |           |                              |                              |                              |                              |                                 |                                 |                                 |                                 |                                 |                                 |                                      |                                      |                                      |                                      |                                       |                                       |                                       |                                       |                                       |                                       |                               |                               |                               |                               |                                |                                |                                |                                |                                |                                |                |                |  |  |  |  |
|                              |                              |                                     |                                     |                                     |                                     |                                     |                                     |                      |                      |                              |                              |                              |                              |                              |                              |                              |                              |                              |                              |                       |                       |                       |                       |                       |                       |                              |                              | Luci Corneli Escipió          | Luci Corneli Escipió         | Luci Corneli Escipió         | Luci Corneli Escipió         | Luci Corneli Escipió        | Luci Corneli Escipió        |                             |                             |           |           | Publi Corneli Escipió        | Publi Corneli Escipió        | Publi Corneli Escipió        | Publi Corneli Escipió        | Publi Corneli Escipió           | Publi Corneli Escipió           |                                 |                                 |                                 |                                 |                                      |                                      |                                      |                                      |                                       |                                       |                                       |                                       |                                       |                                       |                               |                               |                               |                               |                                |                                |                                |                                |                                |                                |                |                |  |  |  |  |
|                              |                              |                                     |                                     |                                     |                                     |                                     |                                     |                      |                      |                              |                              |                              |                              |                              |                              |                              |                              |                              |                              |                       |                       |                       |                       |                       |                       |                              |                              | Luci Corneli Escipió          | Luci Corneli Escipió         | Luci Corneli Escipió         | Luci Corneli Escipió         | Luci Corneli Escipió        | Luci Corneli Escipió        |                             |                             |           |           | Publi Corneli Escipió        | Publi Corneli Escipió        | Publi Corneli Escipió        | Publi Corneli Escipió        | Publi Corneli Escipió           | Publi Corneli Escipió           |                                 |                                 |                                 |                                 |                                      |                                      |                                      |                                      |                                       |                                       |                                       |                                       |                                       |                                       |                               |                               |                               |                               |                                |                                |                                |                                |                                |                                |                |                |  |  |  |  |
|                              |                              |                                     |                                     |                                     |                                     |                                     |                                     |                      |                      |                              |                              |                              |                              |                              |                              |                              |                              |                              |                              |                       |                       |                       |                       |                       |                       |                              |                              | Publi Corneli Escipió Barbat? |                              |                              |                              |                             |                             |                             |                             |           |           |                              |                              |                              |                              |                                 |                                 |                                 |                                 |                                 |                                 |                                      |                                      |                                      |                                      |                                       |                                       |                                       |                                       |                                       |                                       |                               |                               |                               |                               |                                |                                |                                |                                |                                |                                |                |                |  |  |  |  |
|                              |                              |                                     |                                     |                                     |                                     |                                     |                                     |                      |                      |                              |                              |                              |                              |                              |                              |                              |                              |                              |                              |                       |                       |                       |                       |                       |                       |                              |                              |                               |                              |                              |                              |                             |                             |                             |                             |           |           |                              |                              |                              |                              |                                 |                                 |                                 |                                 |                                 |                                 |                                      |                                      |                                      |                                      |                                       |                                       |                                       |                                       |                                       |                                       |                               |                               |                               |                               |                                |                                |                                |                                |                                |                                |                |                |  |  |  |  |
|                              |                              |                                     |                                     |                                     |                                     |                                     |                                     |                      |                      |                              |                              |                              |                              |                              |                              |                              |                              |                              |                              |                       |                       |                       |                       |                       |                       |                              |                              | Luci Corneli Escipió Barbat   |                              |                              |                              |                             |                             |                             |                             |           |           |                              |                              |                              |                              |                                 |                                 |                                 |                                 |                                 |                                 |                                      |                                      |                                      |                                      |                                       |                                       |                                       |                                       |                                       |                                       |                               |                               |                               |                               |                                |                                |                                |                                |                                |                                |                |                |  |  |  |  |
|                              |                              |                                     |                                     |                                     |                                     |                                     |                                     |                      |                      |                              |                              |                              |                              |                              |                              |                              |                              |                              |                              |                       |                       |                       |                       |                       |                       |                              |                              |                               |                              |                              |                              |                             |                             |                             |                             |           |           |                              |                              |                              |                              |                                 |                                 |                                 |                                 |                                 |                                 |                                      |                                      |                                      |                                      |                                       |                                       |                                       |                                       |                                       |                                       |                               |                               |                               |                               |                                |                                |                                |                                |                                |                                |                |                |  |  |  |  |
|                              |                              |                                     |                                     |                                     |                                     |                                     |                                     |                      |                      |                              |                              |                              |                              |                              |                              |                              |                              |                              |                              |                       |                       |                       |                       |                       |                       |                              |                              |                               |                              |                              |                              |                             |                             |                             |                             |           |           |                              |                              |                              |                              |                                 |                                 |                                 |                                 |                                 |                                 |                                      |                                      |                                      |                                      |                                       |                                       |                                       |                                       |                                       |                                       |                               |                               |                               |                               |                                |                                |                                |                                |                                |                                |                |                |  |  |  |  |
| Gneu Corneli Escipió Àsina   | Gneu Corneli Escipió Àsina   | Gneu Corneli Escipió Àsina          | Gneu Corneli Escipió Àsina          | Gneu Corneli Escipió Àsina          | Gneu Corneli Escipió Àsina          |                                     |                                     |                      |                      | Mani Pomponi Mató            | Mani Pomponi Mató            | Mani Pomponi Mató            | Mani Pomponi Mató            | Mani Pomponi Mató            | Mani Pomponi Mató            |                              |                              |                              |                              |                       |                       |                       |                       |                       |                       |                              |                              |                               |                              |                              |                              |                             |                             |                             |                             |           |           | Luci Corneli Escipió         | Luci Corneli Escipió         | Luci Corneli Escipió         | Luci Corneli Escipió         | Luci Corneli Escipió            | Luci Corneli Escipió            |                                 |                                 |                                 |                                 |                                      |                                      |                                      |                                      |                                       |                                       |                                       |                                       |                                       |                                       |                               |                               |                               |                               |                                |                                |                                |                                |                                |                                |                |                |  |  |  |  |
| Gneu Corneli Escipió Àsina   | Gneu Corneli Escipió Àsina   | Gneu Corneli Escipió Àsina          | Gneu Corneli Escipió Àsina          | Gneu Corneli Escipió Àsina          | Gneu Corneli Escipió Àsina          |                                     |                                     |                      |                      | Mani Pomponi Mató            | Mani Pomponi Mató            | Mani Pomponi Mató            | Mani Pomponi Mató            | Mani Pomponi Mató            | Mani Pomponi Mató            |                              |                              |                              |                              |                       |                       |                       |                       |                       |                       |                              |                              |                               |                              |                              |                              |                             |                             |                             |                             |           |           | Luci Corneli Escipió         | Luci Corneli Escipió         | Luci Corneli Escipió         | Luci Corneli Escipió         | Luci Corneli Escipió            | Luci Corneli Escipió            |                                 |                                 |                                 |                                 |                                      |                                      |                                      |                                      |                                       |                                       |                                       |                                       |                                       |                                       |                               |                               |                               |                               |                                |                                |                                |                                |                                |                                |                |                |  |  |  |  |
|                              |                              |                                     |                                     |                                     |                                     |                                     |                                     |                      |                      |                              |                              |                              |                              |                              |                              |                              |                              |                              |                              |                       |                       |                       |                       |                       |                       |                              |                              |                               |                              |                              |                              |                             |                             |                             |                             |           |           |                              |                              |                              |                              |                                 |                                 |                                 |                                 |                                 |                                 |                                      |                                      |                                      |                                      |                                       |                                       |                                       |                                       |                                       |                                       |                               |                               |                               |                               |                                |                                |                                |                                |                                |                                |                |                |  |  |  |  |
| Publi Corneli Escipió Àsina  | Publi Corneli Escipió Àsina  | Publi Corneli Escipió Àsina         | Publi Corneli Escipió Àsina         | Publi Corneli Escipió Àsina         | Publi Corneli Escipió Àsina         |                                     |                                     |                      |                      | Pompònia                     | Pompònia                     | Pompònia                     | Pompònia                     | Pompònia                     | Pompònia                     |                              |                              | Publi Corneli Escipió        | Publi Corneli Escipió        | Publi Corneli Escipió | Publi Corneli Escipió | Publi Corneli Escipió | Publi Corneli Escipió |                       |                       | Luci Emili Paulus            | Luci Emili Paulus            | Luci Emili Paulus             | Luci Emili Paulus            | Luci Emili Paulus            | Luci Emili Paulus            |                             |                             |                             |                             |           |           |                              |                              |                              |                              |                                 |                                 |                                 |                                 |                                 |                                 |                                      |                                      |                                      |                                      | Gneu Corneli Escipió Calvus           | Gneu Corneli Escipió Calvus           | Gneu Corneli Escipió Calvus           | Gneu Corneli Escipió Calvus           | Gneu Corneli Escipió Calvus           | Gneu Corneli Escipió Calvus           |                               |                               |                               |                               |                                |                                |                                |                                |                                |                                |                |                |  |  |  |  |
| Publi Corneli Escipió Àsina  | Publi Corneli Escipió Àsina  | Publi Corneli Escipió Àsina         | Publi Corneli Escipió Àsina         | Publi Corneli Escipió Àsina         | Publi Corneli Escipió Àsina         |                                     |                                     |                      |                      | Pompònia                     | Pompònia                     | Pompònia                     | Pompònia                     | Pompònia                     | Pompònia                     |                              |                              | Publi Corneli Escipió        | Publi Corneli Escipió        | Publi Corneli Escipió | Publi Corneli Escipió | Publi Corneli Escipió | Publi Corneli Escipió |                       |                       | Luci Emili Paulus            | Luci Emili Paulus            | Luci Emili Paulus             | Luci Emili Paulus            | Luci Emili Paulus            | Luci Emili Paulus            |                             |                             |                             |                             |           |           |                              |                              |                              |                              |                                 |                                 |                                 |                                 |                                 |                                 |                                      |                                      |                                      |                                      | Gneu Corneli Escipió Calvus           | Gneu Corneli Escipió Calvus           | Gneu Corneli Escipió Calvus           | Gneu Corneli Escipió Calvus           | Gneu Corneli Escipió Calvus           | Gneu Corneli Escipió Calvus           |                               |                               |                               |                               |                                |                                |                                |                                |                                |                                |                |                |  |  |  |  |
|                              |                              |                                     |                                     |                                     |                                     |                                     |                                     |                      |                      |                              |                              |                              |                              |                              |                              |                              |                              |                              |                              |                       |                       |                       |                       |                       |                       |                              |                              |                               |                              |                              |                              |                             |                             |                             |                             |           |           |                              |                              |                              |                              |                                 |                                 |                                 |                                 |                                 |                                 |                                      |                                      |                                      |                                      |                                       |                                       |                                       |                                       |                                       |                                       |                               |                               |                               |                               |                                |                                |                                |                                |                                |                                |                |                |  |  |  |  |
|                              |                              |                                     |                                     |                                     |                                     |                                     |                                     |                      |                      |                              |                              |                              |                              |                              |                              |                              |                              |                              |                              |                       |                       |                       |                       |                       |                       |                              |                              |                               |                              |                              |                              |                             |                             |                             |                             |           |           |                              |                              |                              |                              |                                 |                                 |                                 |                                 |                                 |                                 |                                      |                                      |                                      |                                      |                                       |                                       |                                       |                                       |                                       |                                       |                               |                               |                               |                               |                                |                                |                                |                                |                                |                                |                |                |  |  |  |  |
| Luci Corneli Escipió Asiàtic | Luci Corneli Escipió Asiàtic | Luci Corneli Escipió Asiàtic        | Luci Corneli Escipió Asiàtic        | Luci Corneli Escipió Asiàtic        | Luci Corneli Escipió Asiàtic        |                                     |                                     |                      |                      |                              |                              |                              |                              | Publi Corneli Escipió Africà | Publi Corneli Escipió Africà | Publi Corneli Escipió Africà | Publi Corneli Escipió Africà | Publi Corneli Escipió Africà | Publi Corneli Escipió Africà |                       |                       | Emília Tèrcia         | Emília Tèrcia         | Emília Tèrcia         | Emília Tèrcia         | Emília Tèrcia                | Emília Tèrcia                |                               |                              | Luci Emili Paulus Macedònic  | Luci Emili Paulus Macedònic  | Luci Emili Paulus Macedònic | Luci Emili Paulus Macedònic | Luci Emili Paulus Macedònic | Luci Emili Paulus Macedònic |           |           |                              |                              |                              |                              |                                 |                                 |                                 |                                 |                                 |                                 |                                      |                                      | Publi Corneli Escipió Nasica         | Publi Corneli Escipió Nasica         | Publi Corneli Escipió Nasica          | Publi Corneli Escipió Nasica          | Publi Corneli Escipió Nasica          | Publi Corneli Escipió Nasica          | Gneu Corneli Escipió Hispal           | Gneu Corneli Escipió Hispal           | Gneu Corneli Escipió Hispal   | Gneu Corneli Escipió Hispal   | Gneu Corneli Escipió Hispal   | Gneu Corneli Escipió Hispal   |                                |                                | Paula Cornèlia                 | Paula Cornèlia                 | Paula Cornèlia                 | Paula Cornèlia                 | Paula Cornèlia | Paula Cornèlia |  |  |  |  |
| Luci Corneli Escipió Asiàtic | Luci Corneli Escipió Asiàtic | Luci Corneli Escipió Asiàtic        | Luci Corneli Escipió Asiàtic        | Luci Corneli Escipió Asiàtic        | Luci Corneli Escipió Asiàtic        |                                     |                                     |                      |                      |                              |                              |                              |                              | Publi Corneli Escipió Africà | Publi Corneli Escipió Africà | Publi Corneli Escipió Africà | Publi Corneli Escipió Africà | Publi Corneli Escipió Africà | Publi Corneli Escipió Africà |                       |                       | Emília Tèrcia         | Emília Tèrcia         | Emília Tèrcia         | Emília Tèrcia         | Emília Tèrcia                | Emília Tèrcia                |                               |                              | Luci Emili Paulus Macedònic  | Luci Emili Paulus Macedònic  | Luci Emili Paulus Macedònic | Luci Emili Paulus Macedònic | Luci Emili Paulus Macedònic | Luci Emili Paulus Macedònic |           |           |                              |                              |                              |                              |                                 |                                 |                                 |                                 |                                 |                                 |                                      |                                      | Publi Corneli Escipió Nasica         | Publi Corneli Escipió Nasica         | Publi Corneli Escipió Nasica          | Publi Corneli Escipió Nasica          | Publi Corneli Escipió Nasica          | Publi Corneli Escipió Nasica          | Gneu Corneli Escipió Hispal           | Gneu Corneli Escipió Hispal           | Gneu Corneli Escipió Hispal   | Gneu Corneli Escipió Hispal   | Gneu Corneli Escipió Hispal   | Gneu Corneli Escipió Hispal   |                                |                                | Paula Cornèlia                 | Paula Cornèlia                 | Paula Cornèlia                 | Paula Cornèlia                 | Paula Cornèlia | Paula Cornèlia |  |  |  |  |
|                              |                              |                                     |                                     |                                     |                                     |                                     |                                     |                      |                      |                              |                              |                              |                              |                              |                              |                              |                              |                              |                              |                       |                       |                       |                       |                       |                       |                              |                              |                               |                              |                              |                              |                             |                             |                             |                             |           |           |                              |                              |                              |                              |                                 |                                 |                                 |                                 |                                 |                                 |                                      |                                      |                                      |                                      |                                       |                                       |                                       |                                       |                                       |                                       |                               |                               |                               |                               |                                |                                |                                |                                |                                |                                |                |                |  |  |  |  |
|                              |                              |                                     |                                     |                                     |                                     |                                     |                                     |                      |                      |                              |                              |                              |                              |                              |                              |                              |                              |                              |                              |                       |                       |                       |                       |                       |                       |                              |                              |                               |                              |                              |                              |                             |                             |                             |                             |           |           |                              |                              |                              |                              |                                 |                                 |                                 |                                 |                                 |                                 |                                      |                                      |                                      |                                      |                                       |                                       |                                       |                                       |                                       |                                       |                               |                               |                               |                               |                                |                                |                                |                                |                                |                                |                |                |  |  |  |  |
| Luci Corneli Escipió         | Luci Corneli Escipió         | Luci Corneli Escipió                | Luci Corneli Escipió                | Luci Corneli Escipió                | Luci Corneli Escipió                |                                     |                                     | Gneu Corneli Escipió | Gneu Corneli Escipió | Gneu Corneli Escipió         | Gneu Corneli Escipió         | Gneu Corneli Escipió         | Gneu Corneli Escipió         | Luci Corneli Escipió         | Luci Corneli Escipió         | Luci Corneli Escipió         | Luci Corneli Escipió         | Luci Corneli Escipió         | Luci Corneli Escipió         |                       |                       | Publi Corneli Escipió | Publi Corneli Escipió | Publi Corneli Escipió | Publi Corneli Escipió | Publi Corneli Escipió        | Publi Corneli Escipió        |                               |                              | Tiberi Semproni Grac         | Tiberi Semproni Grac         | Tiberi Semproni Grac        | Tiberi Semproni Grac        | Tiberi Semproni Grac        | Tiberi Semproni Grac        |           |           | Cornèlia la Menor            | Cornèlia la Menor            | Cornèlia la Menor            | Cornèlia la Menor            | Cornèlia la Menor               | Cornèlia la Menor               | Cornèlia la Major               | Cornèlia la Major               | Cornèlia la Major               | Cornèlia la Major               | Cornèlia la Major                    | Cornèlia la Major                    |                                      |                                      | Publi Corneli Escipió Nasica Còrculum | Publi Corneli Escipió Nasica Còrculum | Publi Corneli Escipió Nasica Còrculum | Publi Corneli Escipió Nasica Còrculum | Publi Corneli Escipió Nasica Còrculum | Publi Corneli Escipió Nasica Còrculum |                               |                               | Gneu Corneli Escipió Hispà    | Gneu Corneli Escipió Hispà    | Gneu Corneli Escipió Hispà     | Gneu Corneli Escipió Hispà     | Gneu Corneli Escipió Hispà     | Gneu Corneli Escipió Hispà     |                                |                                |                |                |  |  |  |  |
| Luci Corneli Escipió         | Luci Corneli Escipió         | Luci Corneli Escipió                | Luci Corneli Escipió                | Luci Corneli Escipió                | Luci Corneli Escipió                |                                     |                                     | Gneu Corneli Escipió | Gneu Corneli Escipió | Gneu Corneli Escipió         | Gneu Corneli Escipió         | Gneu Corneli Escipió         | Gneu Corneli Escipió         | Luci Corneli Escipió         | Luci Corneli Escipió         | Luci Corneli Escipió         | Luci Corneli Escipió         | Luci Corneli Escipió         | Luci Corneli Escipió         |                       |                       | Publi Corneli Escipió | Publi Corneli Escipió | Publi Corneli Escipió | Publi Corneli Escipió | Publi Corneli Escipió        | Publi Corneli Escipió        |                               |                              | Tiberi Semproni Grac         | Tiberi Semproni Grac         | Tiberi Semproni Grac        | Tiberi Semproni Grac        | Tiberi Semproni Grac        | Tiberi Semproni Grac        |           |           | Cornèlia la Menor            | Cornèlia la Menor            | Cornèlia la Menor            | Cornèlia la Menor            | Cornèlia la Menor               | Cornèlia la Menor               | Cornèlia la Major               | Cornèlia la Major               | Cornèlia la Major               | Cornèlia la Major               | Cornèlia la Major                    | Cornèlia la Major                    |                                      |                                      | Publi Corneli Escipió Nasica Còrculum | Publi Corneli Escipió Nasica Còrculum | Publi Corneli Escipió Nasica Còrculum | Publi Corneli Escipió Nasica Còrculum | Publi Corneli Escipió Nasica Còrculum | Publi Corneli Escipió Nasica Còrculum |                               |                               | Gneu Corneli Escipió Hispà    | Gneu Corneli Escipió Hispà    | Gneu Corneli Escipió Hispà     | Gneu Corneli Escipió Hispà     | Gneu Corneli Escipió Hispà     | Gneu Corneli Escipió Hispà     |                                |                                |                |                |  |  |  |  |
|                              |                              |                                     |                                     |                                     |                                     |                                     |                                     |                      |                      |                              |                              |                              |                              |                              |                              |                              |                              |                              |                              |                       |                       |                       |                       |                       |                       |                              |                              |                               |                              |                              |                              |                             |                             |                             |                             |           |           |                              |                              |                              |                              |                                 |                                 |                                 |                                 |                                 |                                 |                                      |                                      |                                      |                                      |                                       |                                       |                                       |                                       |                                       |                                       |                               |                               |                               |                               |                                |                                |                                |                                |                                |                                |                |                |  |  |  |  |
|                              |                              |                                     |                                     |                                     |                                     |                                     |                                     |                      |                      |                              |                              |                              |                              |                              |                              |                              |                              |                              |                              |                       |                       |                       |                       |                       |                       |                              |                              |                               |                              |                              |                              |                             |                             |                             |                             |           |           |                              |                              |                              |                              |                                 |                                 |                                 |                                 |                                 |                                 |                                      |                                      |                                      |                                      |                                       |                                       |                                       |                                       |                                       |                                       |                               |                               |                               |                               |                                |                                |                                |                                |                                |                                |                |                |  |  |  |  |
|                              |                              | Corneli Escipió Asiagen Comat       | Corneli Escipió Asiagen Comat       | Corneli Escipió Asiagen Comat       | Corneli Escipió Asiagen Comat       | Corneli Escipió Asiagen Comat       | Corneli Escipió Asiagen Comat       |                      |                      | Luci Corneli Escipió         | Luci Corneli Escipió         | Luci Corneli Escipió         | Luci Corneli Escipió         | Luci Corneli Escipió         | Luci Corneli Escipió         |                              |                              | Publi Corneli Escipió        | Publi Corneli Escipió        | Publi Corneli Escipió | Publi Corneli Escipió | Publi Corneli Escipió | Publi Corneli Escipió |                       |                       | Publi Corneli Escipió Emilià | Publi Corneli Escipió Emilià | Publi Corneli Escipió Emilià  | Publi Corneli Escipió Emilià | Publi Corneli Escipió Emilià | Publi Corneli Escipió Emilià |                             |                             | Semprònia                   | Semprònia                   | Semprònia | Semprònia | Semprònia                    | Semprònia                    | Germans Gracs                | Germans Gracs                | Germans Gracs                   | Germans Gracs                   | Germans Gracs                   | Germans Gracs                   |                                 |                                 | Publi Corneli Escipió Nasica Serapió | Publi Corneli Escipió Nasica Serapió | Publi Corneli Escipió Nasica Serapió | Publi Corneli Escipió Nasica Serapió | Publi Corneli Escipió Nasica Serapió  | Publi Corneli Escipió Nasica Serapió  |                                       |                                       | Quint Cecili Metel Macedònic          | Quint Cecili Metel Macedònic          | Quint Cecili Metel Macedònic  | Quint Cecili Metel Macedònic  | Quint Cecili Metel Macedònic  | Quint Cecili Metel Macedònic  | Gneu Corneli Escipió           | Gneu Corneli Escipió           | Gneu Corneli Escipió           | Gneu Corneli Escipió           | Gneu Corneli Escipió           | Gneu Corneli Escipió           |                |                |  |  |  |  |
|                              |                              | Corneli Escipió Asiagen Comat       | Corneli Escipió Asiagen Comat       | Corneli Escipió Asiagen Comat       | Corneli Escipió Asiagen Comat       | Corneli Escipió Asiagen Comat       | Corneli Escipió Asiagen Comat       |                      |                      | Luci Corneli Escipió         | Luci Corneli Escipió         | Luci Corneli Escipió         | Luci Corneli Escipió         | Luci Corneli Escipió         | Luci Corneli Escipió         |                              |                              | Publi Corneli Escipió        | Publi Corneli Escipió        | Publi Corneli Escipió | Publi Corneli Escipió | Publi Corneli Escipió | Publi Corneli Escipió |                       |                       | Publi Corneli Escipió Emilià | Publi Corneli Escipió Emilià | Publi Corneli Escipió Emilià  | Publi Corneli Escipió Emilià | Publi Corneli Escipió Emilià | Publi Corneli Escipió Emilià |                             |                             | Semprònia                   | Semprònia                   | Semprònia | Semprònia | Semprònia                    | Semprònia                    | Germans Gracs                | Germans Gracs                | Germans Gracs                   | Germans Gracs                   | Germans Gracs                   | Germans Gracs                   |                                 |                                 | Publi Corneli Escipió Nasica Serapió | Publi Corneli Escipió Nasica Serapió | Publi Corneli Escipió Nasica Serapió | Publi Corneli Escipió Nasica Serapió | Publi Corneli Escipió Nasica Serapió  | Publi Corneli Escipió Nasica Serapió  |                                       |                                       | Quint Cecili Metel Macedònic          | Quint Cecili Metel Macedònic          | Quint Cecili Metel Macedònic  | Quint Cecili Metel Macedònic  | Quint Cecili Metel Macedònic  | Quint Cecili Metel Macedònic  | Gneu Corneli Escipió           | Gneu Corneli Escipió           | Gneu Corneli Escipió           | Gneu Corneli Escipió           | Gneu Corneli Escipió           | Gneu Corneli Escipió           |                |                |  |  |  |  |
|                              |                              |                                     |                                     |                                     |                                     |                                     |                                     |                      |                      |                              |                              |                              |                              |                              |                              |                              |                              |                              |                              |                       |                       |                       |                       |                       |                       |                              |                              |                               |                              |                              |                              |                             |                             |                             |                             |           |           |                              |                              |                              |                              |                                 |                                 |                                 |                                 |                                 |                                 |                                      |                                      |                                      |                                      |                                       |                                       |                                       |                                       |                                       |                                       |                               |                               |                               |                               |                                |                                |                                |                                |                                |                                |                |                |  |  |  |  |
|                              |                              | Vaciena                             | Vaciena                             | Vaciena                             | Vaciena                             | Vaciena                             | Vaciena                             |                      |                      | Luci Corneli Escipió Asiagen | Luci Corneli Escipió Asiagen | Luci Corneli Escipió Asiagen | Luci Corneli Escipió Asiagen | Luci Corneli Escipió Asiagen | Luci Corneli Escipió Asiagen |                              |                              |                              |                              |                       |                       |                       |                       |                       |                       |                              |                              |                               |                              | Luci Licini Cras             | Luci Licini Cras             | Luci Licini Cras            | Luci Licini Cras            | Luci Licini Cras            | Luci Licini Cras            |           |           |                              |                              |                              |                              |                                 |                                 |                                 |                                 |                                 |                                 | Publi Corneli Escipió Nasica         | Publi Corneli Escipió Nasica         | Publi Corneli Escipió Nasica         | Publi Corneli Escipió Nasica         | Publi Corneli Escipió Nasica          | Publi Corneli Escipió Nasica          |                                       |                                       | Cecília Metel·la                      | Cecília Metel·la                      | Cecília Metel·la              | Cecília Metel·la              | Cecília Metel·la              | Cecília Metel·la              |                                |                                |                                |                                |                                |                                |                |                |  |  |  |  |
|                              |                              | Vaciena                             | Vaciena                             | Vaciena                             | Vaciena                             | Vaciena                             | Vaciena                             |                      |                      | Luci Corneli Escipió Asiagen | Luci Corneli Escipió Asiagen | Luci Corneli Escipió Asiagen | Luci Corneli Escipió Asiagen | Luci Corneli Escipió Asiagen | Luci Corneli Escipió Asiagen |                              |                              |                              |                              |                       |                       |                       |                       |                       |                       |                              |                              |                               |                              | Luci Licini Cras             | Luci Licini Cras             | Luci Licini Cras            | Luci Licini Cras            | Luci Licini Cras            | Luci Licini Cras            |           |           |                              |                              |                              |                              |                                 |                                 |                                 |                                 |                                 |                                 | Publi Corneli Escipió Nasica         | Publi Corneli Escipió Nasica         | Publi Corneli Escipió Nasica         | Publi Corneli Escipió Nasica         | Publi Corneli Escipió Nasica          | Publi Corneli Escipió Nasica          |                                       |                                       | Cecília Metel·la                      | Cecília Metel·la                      | Cecília Metel·la              | Cecília Metel·la              | Cecília Metel·la              | Cecília Metel·la              |                                |                                |                                |                                |                                |                                |                |                |  |  |  |  |
|                              |                              |                                     |                                     |                                     |                                     |                                     |                                     |                      |                      |                              |                              |                              |                              |                              |                              |                              |                              |                              |                              |                       |                       |                       |                       |                       |                       |                              |                              |                               |                              |                              |                              |                             |                             |                             |                             |           |           |                              |                              |                              |                              |                                 |                                 |                                 |                                 |                                 |                                 |                                      |                                      |                                      |                                      |                                       |                                       |                                       |                                       |                                       |                                       |                               |                               |                               |                               |                                |                                |                                |                                |                                |                                |                |                |  |  |  |  |
|                              |                              |                                     |                                     |                                     |                                     |                                     |                                     |                      |                      |                              |                              |                              |                              |                              |                              |                              |                              |                              |                              |                       |                       |                       |                       |                       |                       |                              |                              |                               |                              |                              |                              |                             |                             |                             |                             |           |           |                              |                              |                              |                              |                                 |                                 |                                 |                                 |                                 |                                 |                                      |                                      |                                      |                                      |                                       |                                       |                                       |                                       |                                       |                                       |                               |                               |                               |                               |                                |                                |                                |                                |                                |                                |                |                |  |  |  |  |
|                              |                              | Luci Corneli Escipió Asiagen Emilià | Luci Corneli Escipió Asiagen Emilià | Luci Corneli Escipió Asiagen Emilià | Luci Corneli Escipió Asiagen Emilià | Luci Corneli Escipió Asiagen Emilià | Luci Corneli Escipió Asiagen Emilià |                      |                      | Cornèlia                     | Cornèlia                     | Cornèlia                     | Cornèlia                     | Cornèlia                     | Cornèlia                     |                              |                              | Publi Sesti                  | Publi Sesti                  | Publi Sesti           | Publi Sesti           | Publi Sesti           | Publi Sesti           |                       |                       |                              |                              |                               |                              | Licínia                      | Licínia                      | Licínia                     | Licínia                     | Licínia                     | Licínia                     |           |           | Publi Corneli Escipió Nasica | Publi Corneli Escipió Nasica | Publi Corneli Escipió Nasica | Publi Corneli Escipió Nasica | Publi Corneli Escipió Nasica    | Publi Corneli Escipió Nasica    |                                 |                                 | Quint Cecili Metel Pius         | Quint Cecili Metel Pius         | Quint Cecili Metel Pius              | Quint Cecili Metel Pius              | Quint Cecili Metel Pius              | Quint Cecili Metel Pius              |                                       |                                       | Cornèlia                              | Cornèlia                              | Cornèlia                              | Cornèlia                              | Cornèlia                      | Cornèlia                      |                               |                               | Publi Corneli Lèntul Marcel·lí | Publi Corneli Lèntul Marcel·lí | Publi Corneli Lèntul Marcel·lí | Publi Corneli Lèntul Marcel·lí | Publi Corneli Lèntul Marcel·lí | Publi Corneli Lèntul Marcel·lí |                |                |  |  |  |  |
|                              |                              | Luci Corneli Escipió Asiagen Emilià | Luci Corneli Escipió Asiagen Emilià | Luci Corneli Escipió Asiagen Emilià | Luci Corneli Escipió Asiagen Emilià | Luci Corneli Escipió Asiagen Emilià | Luci Corneli Escipió Asiagen Emilià |                      |                      | Cornèlia                     | Cornèlia                     | Cornèlia                     | Cornèlia                     | Cornèlia                     | Cornèlia                     |                              |                              | Publi Sesti                  | Publi Sesti                  | Publi Sesti           | Publi Sesti           | Publi Sesti           | Publi Sesti           |                       |                       |                              |                              |                               |                              | Licínia                      | Licínia                      | Licínia                     | Licínia                     | Licínia                     | Licínia                     |           |           | Publi Corneli Escipió Nasica | Publi Corneli Escipió Nasica | Publi Corneli Escipió Nasica | Publi Corneli Escipió Nasica | Publi Corneli Escipió Nasica    | Publi Corneli Escipió Nasica    |                                 |                                 | Quint Cecili Metel Pius         | Quint Cecili Metel Pius         | Quint Cecili Metel Pius              | Quint Cecili Metel Pius              | Quint Cecili Metel Pius              | Quint Cecili Metel Pius              |                                       |                                       | Cornèlia                              | Cornèlia                              | Cornèlia                              | Cornèlia                              | Cornèlia                      | Cornèlia                      |                               |                               | Publi Corneli Lèntul Marcel·lí | Publi Corneli Lèntul Marcel·lí | Publi Corneli Lèntul Marcel·lí | Publi Corneli Lèntul Marcel·lí | Publi Corneli Lèntul Marcel·lí | Publi Corneli Lèntul Marcel·lí |                |                |  |  |  |  |
|                              |                              |                                     |                                     |                                     |                                     |                                     |                                     |                      |                      |                              |                              |                              |                              |                              |                              |                              |                              |                              |                              |                       |                       |                       |                       |                       |                       |                              |                              |                               |                              |                              |                              |                             |                             |                             |                             |           |           |                              |                              |                              |                              |                                 |                                 |                                 |                                 |                                 |                                 |                                      |                                      |                                      |                                      |                                       |                                       |                                       |                                       |                                       |                                       |                               |                               |                               |                               |                                |                                |                                |                                |                                |                                |                |                |  |  |  |  |
|                              |                              |                                     |                                     |                                     |                                     |                                     |                                     |                      |                      |                              |                              |                              |                              |                              |                              |                              |                              |                              |                              |                       |                       |                       |                       |                       |                       |                              |                              |                               |                              |                              |                              |                             |                             |                             |                             |           |           |                              |                              |                              |                              |                                 |                                 |                                 |                                 |                                 |                                 |                                      |                                      |                                      |                                      |                                       |                                       |                                       |                                       |                                       |                                       |                               |                               |                               |                               |                                |                                |                                |                                |                                |                                |                |                |  |  |  |  |
|                              |                              |                                     |                                     |                                     |                                     |                                     |                                     |                      |                      |                              |                              |                              |                              |                              |                              |                              |                              |                              |                              |                       |                       |                       |                       |                       |                       |                              |                              | Luci Licini Cras Escipió      | Luci Licini Cras Escipió     | Luci Licini Cras Escipió     | Luci Licini Cras Escipió     | Luci Licini Cras Escipió    | Luci Licini Cras Escipió    |                             |                             |           |           |                              |                              |                              |                              | Quint Cecili Metel Pius Escipió | Quint Cecili Metel Pius Escipió | Quint Cecili Metel Pius Escipió | Quint Cecili Metel Pius Escipió | Quint Cecili Metel Pius Escipió | Quint Cecili Metel Pius Escipió |                                      |                                      |                                      |                                      |                                       |                                       |                                       |                                       |                                       |                                       | Gneu Corneli Lèntul Marcel·lí | Gneu Corneli Lèntul Marcel·lí | Gneu Corneli Lèntul Marcel·lí | Gneu Corneli Lèntul Marcel·lí | Gneu Corneli Lèntul Marcel·lí  | Gneu Corneli Lèntul Marcel·lí  |                                |                                |                                |                                |                |                |  |  |  |  |

A més, hi hagué altres membres la relació dels quals amb aquesta dinastia és desconeguda:
- Marc Corneli Escipió Maluginès (es), pretor el 176 aC a Hispània Ulterior
- Publi Corneli Escipió Pomponià Salvitó, cònsol sufecte el 35 aC, probablement nascut amb un altre nom i adoptat per un Corneli Escipió
- Publi Corneli Escipió, primer marit d'Escribònia, la primera esposa d'Octavià; podria tractar-se del mateix personatge que l'anterior. Va tenir dos fills:
  - Cornèlia, esposa de Paulus Emili Lèpid
  - Publi Corneli Escipió, cònsol el 16 aC
    - Publi Corneli Escipió (de), qüestor pro praetore l'any 2 dC a Grècia
      - Publi Corneli Escipió Orestí (de), senador en temps de Tiberi, pare de Lívia Orestil·la, l'esposa de Calígula
- Publi Corneli Lèntul Escipió (en), cònsol l'any 2 dC
  - Publi Corneli Lèntul Escipió (en), cònsol sufecte l'any 24 dC, germà de Publi Corneli Lèntul (es)
    - Publi Corneli Escipió, cònsol l'any 56
    - Publi Corneli Escipió Asiàtic (en), cònsol l'any 68
- Els Servi Corneli Escipió Salvidiè Orfit foren una nissaga de senadors i magistrats de l'alt imperi d'origen desconegut, entre els quals un cònsol l'any 51; el seu fill, executat per Domicià (en); un cònsol el 110, fill de l'anterior (fr); un cònsol el 149, fill de l'anterior (es); un cònsol el 178, fill de l'anterior (fr); i, finalment, el darrer dels Escipions coneguts, que va ser sali palatí els anys 189 i 190.

## Tomba
Com moltes altres famílies romanes, els Escipions posseïen un lloc d'enterrament a Roma, on s'enterraven tots els membres de la família. La tomba dels Escipions, datada del segle iii aC i redescoberta l'any 1780, es trobava prop de la Porta Capena, i és una de les restes més interessants del període republicà. Es va descobrir a l'esquerra de la Via Àpia, a uns 400 passos de la moderna Porta de San Sebastiano.
La tomba conté una de les majors col·leccions d'inscripcions llatines d'època arcaica, i ha estat una important font d'informació sobre el període republicà.